# SPEED TOUR RISE IN TOKYO DOME
『SPEED TOUR RISE IN TOKYO DOME』（スピード ツアー ライズ イン トウキョウ ドーム）は日本の歌手グループSPEEDのセカンドライブの様子を収めたセカンドライブビデオである。1998年10月10日の東京ドーム公演の模様を収録。
1999年1月20日にトイズファクトリーから発売された。2003年9月18日にDVDで再発売された。史上最年少での初の全国ツアーの最終公演である東京ドームでの様子が収録されている。セカンドアルバムの収録曲がほぼ半分を占めており、後半ではシングル曲が連続で繰り出されるという構成になっている。

## 曲目リスト
- RISE(OPENING)
- Sophisticated Girl
- Wake Me Up!
- STEADY
- Brand-New Weekend~Walk This Way
- Luv Vibration
- Reset 99 to 00
- Starting Over(Acoustic)
- 熱帯夜
- ALIVE
- Body & Soul
- Go! Go! Heaven
- White Love
- ALL MY TRUE LOVE
- I'll be all right
- my graduation
- ラブリーフレンドシップ
- Too Young
- I Remember
- Kiwi Love